# دونالد أ. داوسون
دونالد أ. داوسون (بالفرنسية: Donald Dawson) (و. 1937  م) هو رياضياتي كندي، هو عضوٌ في الجمعية الملكية، ومجتمع الرياضيات الأمريكي.

## التعليم
تعلم في معهد ماساتشوستس للتكنولوجيا، وجامعة مكغيل.

## جوائز
حصل على جوائز منها:
- جائزة مركز الأبحاث الرياضياتية وفيلدز ومعهد المحيط الهادئ للعلوم الرياضية [الإنجليزية]‏ (2004)
- جائزة أبحاث ماكس بلانك  [لغات أخرى]‏ (1996)
- زمالة الجمعية الملكية الكندية
- زميل الجمعية الأمريكية للرياضيات.